# Болонє (Перемишль)
Болонє (пол. Błonie) — частина міста Перемишль в Підкарпатському воєводстві, у Польщі, у межах етнічної української території Надсяння. Раніше було приміським селом.

## Історія
У 1831 році в селі проживало 300 греко-католиків
У 1880 р. село підпорядковувалось місту Перемишль Перемишльського повіту Королівства Галичини та Володимирії Австро-Угорської імперії.
Після Другої світової війни українців добровільно-примусово виселяли в СРСР. Решту українців у 1947 р. в ході етнічної чистки під час проведення Операції «Вісла» було депортовано на понімецькі землі у західній та північній частині польської держави.

## Церква
В Болоні до виселення українців знаходилась філіальна мурована церква Різдва Пресвятої Богородиці, зведена в 1873 р. на місці давнішої дерев’яної церкви (збудованої до 1830 року), належала до греко-католицької парохії в Перемишлі Перемиського деканату Перемишльської єпархії. Поряд знаходиться дзвіниця 1880 р. та будинок братства святого Миколая зламу XIX і XX ст. У 2009 р. церква передана капеланській службі Польської православної церкви Війська польського.